# Роджер Божолі
Роджер Марк Божолі (англ. Roger Mark Boisjoly; 25 квітня 1938, Лоуелл, штат Массачусетс, США — 6 січня 2012, Ніфай, Юта, США) — американський інженер-гідромеханик і аеродинамік, що працював в компанії Thiokol з виробництва твердопаливних прискорювачів для космічних човників НАСА. Відомий тим, що намагався запобігти можливій катастрофі шатла «Челленджер», провівши власне розслідування і зробивши висновок про смертельну небезпеку запуску човника в холодну погоду. За день до запуску він безуспішно намагався відрадити НАСА від запуску «Челленджера», не зумівши переконати їх в тому, що будь-яке гумове кільце на ракетному прискорювачі при холодній погоді може розірватися і призвести до загибелі всього корабля.

## Біографія

### Ранні роки
Божолі народився 25 квітня 1938 року в місті Лоуелл (штат Массачусетс). Він закінчив Массачусетський університет в Лоуеллі, отримавши диплом інженера-механіка, і пропрацював в аерокосмічній промисловості протягом 27 років, займаючи посади в різних компаніях Каліфорнії і здійснюючи розробку місячного автомобіля і місячних модулів підтримки життєзабезпечення. За віросповіданням був мормоном і дбав про сім'ю, внаслідок чого в 1980 році погодився на перехід в компанію Morton Thiokol в штаті Юта і навіть на меншу зарплату, щоб бути ближче до сім'ї. Там він займався розробкою твердопаливних ракетних прискорювачів для шатлів НАСА.

### Розслідування Божолі
У липні 1985 року Божолі, займаючись дослідженням технології безпеки шатлів, склав записку для компанії «Morton Thiokol», в якій повідомив про те, що якщо погода буде занадто холодною, то ущільнювальні кільця (англ. O-rings), що з'єднують секції твердопаливних прискорювачів човника, можуть вийти з ладу, і можлива катастрофа може призвести до загибелі корабля. Божолі ґрунтувався на спостереженнях за шаттлом «Діскавері», який повернувся з експедиції STS-51C: за даними Божолі, перше гумове кільце (верхнє) на одному з ракетних прискорювачів було повністю зруйновано, а друге (нижнє) було серйозно пошкоджено, але не було зруйновано до кінця; його товщина становила 1 мм в найслабшій частині. Божолі зазначив, що перше кільце було ослаблене внаслідок низьких температур вночі і вже не могло стримувати гарячі гази. Розрив другого, нижнього кільця міг би стати катастрофічним і призвести до загибелі всього корабля з екіпажем. Вважалося, що запуск «Діскавері» пройшов при температурі 10 °C.
Твердопаливні ракетні прискорювачі були з'єднані з шатлом за допомогою особливих ланок, а гумові кільця були встановлені спеціально для того, щоб не випускати високотемпературні гази, які могли б пропалити паливний бак або зруйнувати ланки і призвести до зіткнення прискорювача з баком. Кільця повинні були бути досить гнучкими, щоб не розірватися під тиском і не дозволити також високотемпературним газам вибратися назовні. Однак спостереження Божолі показали, що гумові кільця, досить серйозно пошкоджені, могли бути при наступному циклі запалювання геть розірвані . Внаслідок цього гарячі гази вибралися б назовні і пропалили б бак, що призвело б до вибуху космічного човника. Якщо ж кільце промерзало і втрачало гнучкість, то йому потрібно більше часу, щоб відреагувати і заблокувати проникнення високотемпературних газів назовні, до того ж надмірний тиск міг його і в цьому випадку розірвати.
Божолі негайно послав записку своєму начальству, але не отримав жодної реакції. Він терміново створив спеціальну групу для дослідження ефекту холоду на ракети-носії, але її робота затягнулася внаслідок бюрократичних труднощів і необхідності якомога швидше підготуватися до запуску наступного човника. В кінці 1985 року Божолі знову намагався переконати своє керівництво не запускати шаттл, поки не буде забезпечена його безпека і поки проблему з герметичними кільцями не вирішать, однак зазнав невдачі.

### Катастрофа «Челленджера»
У ніч з 27 на 28 січня 1986 року температура впала до -1 °C, і Божолі з колегами зробив останню спробу запобігти катастрофі, звернувшись до керівництва «Morton Thiokol». Він влаштував телеконференцію з НАСА разом з ще чотирма інженерами (на чолі з Бобом Ебелінгом), а як головний аргумент надав фотографії з ушкодженнями «Діскавері», закликавши менеджерів компанії і співробітників НАСА не ігнорувати факти і не запускати корабель, побоюючись, що він вибухне прямо на старті. Також закликав зупинити запуск корабля і президент аерокосмічної компанії «Rockwell» Рокко Петроне, який помітив безліч бурульок на паливопроводах і розподільних ящиках на стартовому майданчику на мисі Канаверал.
Чотири віце-президента «Morton Thiokol» зійшли з телеконференції, щоб порадитися один з одним, проте врешті-решт відкинули аргументи Божолі, назвавши їх передчуттями, а не науково обґрунтованими припущеннями, і розкритикувавши ідею перенесення польоту. Глава відділу НАСА з ракетних прискорювачів Лоренс Маллой із центру космічних польотів у Хантсвіллі нагримав на представників фірм і заявив, що не потерпить чергового перенесення польоту. Віце-президент компанії «Morton Thiokol» Джеральд Мейсон також порушив своє слово ухвалити рішення в залежності від позиції інженерів і зажадав від свого колеги Роберта Лунда думати не як інженер, а як менеджер. Мейсон остаточно схвалив запуск корабля, а Божолі в знак протесту покинув засідання.
Божолі був присутній наступного ранку під час запуску. Коли «Челленджер» злетів, Божолі подумав, що його найгірші побоювання не справдилися, однак на 58-й секунді гарячі гази вирвалися з ракетного прискорювача, прорвавшись через кільце, і це призвело до пожежі. Через 73 секунди після старту прогримів вибух паливного бака, та «Челленджер» зруйнувався в повітрі. Весь екіпаж з 7 чоловік загинув, а приголомшений Божолі протягом всього дня не міг заспокоїтися, вважаючи, що не зміг врятувати екіпаж від загибелі.

## Після катастрофи
Президент США Рональд Рейган створив президентську комісію для розслідування. Божолі був викликаний як свідок і дав свідчення, оприлюднивши свою доповідну записку і ряд корпоративних документів і розповівши про те, на підставі яких досліджень він зробив свої висновки про можливу катастрофу. Його свідчення стали сенсаційними в розслідуванні загибелі човника, але Божолі піддався остракізму в компанії: його виключили з космічної групи, а колеги припинили всяке спілкування з ним. Здоров'я Божолі також було ослаблено: у нього почалися головні болі і депресія, він також частково втратив зір і мало не посварився з сім'єю.
1987 року Божоли пішов з компанії і навіть подав до суду на неї, але програв справу. Однак наукове співтовариство США надало підтримку інженерові: у 1988 році його нагородили Премією за наукову свободу та відповідальність від Американської асоціації з просування науки. Сам же Божолі вважав, що на його боці була тільки астронавт Саллі Райд, яка була свідком у комісії з розслідування катастрофи «Челленджера». Пізніше він читав лекції в університетах на тему корпоративної етики, не раз приводячи скандал з менеджерами «Morton Thiokol» як приклад ухвалення рішення в порушення етичних норм, а також експертом у судових інженерних розслідуваннях.
Божолі зібрав 14 ящиків з документами, які він коли-небудь отримував за 7 років, і 13 травня 2010 року передав їх університету Чепмена в Оранж (штат Каліфорнія). Бібліотекар Ренд Бойд повідомив, що матеріали будуть передані в архів і через півроку або рік стануть доступні для відвідувачів бібліотеки. Матеріали свого розслідування він також надав для документального серіалу «Секунди до катастрофи», давши інтерв'ю і розповівши про події, пов'язані з катастрофою.
6 січня 2012 року Роджер Божолі помер у віці 73 років від раку кишки, нирок і печінки. Він залишив дружину Роберта, двох дочок і вісім онуків.